# Guam nos Jogos Olímpicos de Verão da Juventude de 2010
Guam participou dos Jogos Olímpicos de Verão da Juventude de 2010 em Singapura. Sua delegação foi composta de apenas três atletas, que competiram em dois esportes.

## Atletismo
| Evento          | Atleta         | Qualificação | Qualificação | Final     | Final        |
| Evento          | Atleta         | Resultado    | Posição      | Resultado | Posição      |
| --------------- | -------------- | ------------ | ------------ | --------- | ------------ |
| 400 m masculino | Michael Gaitan | 55.07        | 25º (6º q3)  | 55.20     | 4º (Final D) |

## Lutas
| Atleta            | Evento                    | Preliminares              | Preliminares               | Preliminares                 | Preliminares | Disputa do 7º lugar      | Pos. final |
| Atleta            | Evento                    | 1ª rodada                 | 2ª rodada                  | 3ª rodada                    | Pos.         | Oponente Resultado       | Pos. final |
| Atleta            | Evento                    | Oponente Resultado        | Oponente Resultado         | Oponente Resultado           | Pos.         | Oponente Resultado       | Pos. final |
| ----------------- | ------------------------- | ------------------------- | -------------------------- | ---------------------------- | ------------ | ------------------------ | ---------- |
| Arianna Eustaquio | Livre até 52 kg feminino  | UZB Nilufar Gadaeva D 0-4 | ALG Sabrina Azzouz D 0-3   | AZE Patimat Bagomedova D 0-4 | 4º           | NOR Karoline Løvik D 0-4 | 8º         |
| Christopher Aguon | Livre até 76 kg masculino | EGY Amr Ali D 0-4         | BEN Victorin Kouagou D 0-4 | USA Jordan Rogers D 0-4      | 4º           | CAN Dalton Webb D 0-4    | 8º         |